# Porrorchis elongatus
Porrorchis elongatus är en hakmaskart som beskrevs av Fukui 1929. Porrorchis elongatus ingår i släktet Porrorchis och familjen Plagiorhynchidae. Inga underarter finns listade i Catalogue of Life.